# Kazuhiro Higashi
Kazuhiro Higashi (東 和広, Higashi Kazuhiro) est un sauteur à ski japonais, né le 2 juillet 1968.
Il fait ses débuts en Coupe du monde lors de la saison 1990 en prenant la 56e place du concours disputé sur le tremplin de Sapporo. Malgré des résultats très décevants, il est néanmoins sélectionné pour les Championnats du monde de 1991, à Val di Fiemme, au cours desquels il passe de peu à côté de la médaille sur le petit tremplin. Dans la foulée, il obtient, un mois plus tard, le meilleur résultat de sa carrière en Coupe du monde avec une 7e place obtenue sur le tremplin d'Oslo. Il termine la saison à la 34e place mondiale, un rang qu'il n'atteindra plus jamais. À partir de la saison suivante, il effectue la majeure partie de sa carrière en Coupe continentale à l'exception notable des épreuves de Coupe du monde disputées au Japon.

## Palmarès

### Championnats du monde
| Épreuve / Édition | Val di Fiemme 1991 |
| Petit Tremplin    | 5e                 |

### Coupe du monde de saut à ski
- Meilleur classement final: 34e en 1991.
- Meilleur résultat: 7e.